# Orjaški kuščar El Hierro
Orjaški kuščar El Hierro (znanstveno ime Gallotia simonyi machadoi) je edina obstoječa, kritično ogrožena podvrsta Simonyjevega orjaškega kuščarja. Endemit je otoka El Hierro, najzahodnejšega od Kanarskih otokov, kjer je uradni simbol.

## Opis
Leta 1999 so bili divji odrasli samci iz Tibataje izmerjeni med 120 in 200 mm dolžine, brez repa, samice pa med 110 in 160 mm. Prejšnja študija leta 1985 z uporabo manj živali je izmerila samice do 174 mm. Velikost je manjša od tiste, opažene pri izumrli nominalni podvrsti Roque Chico de Salmor, G. s. simonyi (223-236 mm pri samcih in 174-197 mm pri samicah). Vendar pa posamezniki, vzgojeni v ujetništvu iz staleža Tibataje, dosežejo večje velikosti, 144–226 mm za samce in 143–204 mm za samice. Rep je približno 1,4-1,7-krat daljši od preostalega telesa pri obeh spolih. Subfosilni ostanki dokazujejo, da so bili velikanski kuščarji El Hierro veliko večji, preden so Gvanči kolonizirali otok ob koncu 1. tisočletja pr. n. št., nekateri posamezniki pa naj bi presegli en meter skupne dolžine.
Poleg tega, da je manjša in manj robustna, se podvrsta razlikuje od imenovane po tem, da ima vrh glave manj trikoten in bolj ovalen, manj potisnjeno glavo ter v povprečju manj hrbtnih lusk, več temporalnih lusk, manj femoralnih por in manj lusk na šesti kolobar repa.

## Razširjenost in habitat
Subfosilni ostanki razkrivajo, da je bil orjaški kuščar El Hierro nekoč razširjen po vsem otoku, do 700 metrov nadmorske višine. Potencialna vegetacija teh območij vključuje Euphorbia, termofilni gozd in kanarski bor (Pinus canariensis), čeprav so se kuščarji na splošno držali proč od gozdnatih območij.
Podvrsta je pozneje postala omejena na južni konec pečine Tibataje v Fuga de Gorreta, med Guineo in Paso del Pino in zavzema površino približno štirih hektarjev. To je strmo območje pečine, visoko 1100 metrov, ki nudi zaščito pred invazivnimi sesalci. Ta populacija je stabilizirana pri 250 živalih. Območje zavzema kserično grmičevje, v katerem prevladujejo Euphorbia brousssonetii na višjih delih, Senecio kleinia in Periploca laevigata spodaj. Druga vegetacija vključuje Kleinia neriifolia, Echium hierrense, Lavandula canariensis, Artemisia goescula, Psoralea bituminosa, Micromeria hyssopifolia in Cistus monspeliensis.
Druga populacija je bila vzpostavljena leta 1999 z izpustitvijo 36 v ujetništvu vzrejenih živali na Roque Chico de Salmor, majhen otoček severozahodno od El Hierra, ki je bil naseljen z nominalno podvrsto G. s. simonyi do leta 1931. Otoček je dom gnezdečih morskih ptic, vendar ima redko vegetacijo, ki jo sestavljajo Astydamia latifoliae, Mesembrianthemum, Chenopodium, Chenoloides tomentosa, pesa, pokalica in Rubia fruticosa. Populacija se je kasneje povečala na 120 živali.

## Ekologija in obnašanje

### Prehrana
Orjaški kuščarji El Hierro so vsejedi. Prehranjujejo se predvsem z rastlinami, pa tudi s črnokrilci, mravljami in majhnimi vretenčarji, vključno s hišno miško, Boettgerjevim kuščarjem, Boettgerjevim stenskim gekonom in pticami. Razlikujejo in prepoznavajo vonj rastlin in živali, ki jih jedo. Zaužite rastline vključujejo Liliaceae, Psoralea bituminosa, Graminaceae, Lavandula canariensis, Euphorbia broussonetti, Rubia fruticosa, Schyzogone sericea, Echium hierrense, Euphorbia obtusolia, plod Rumex lunaria, druge rože in semena. V Roque Chico de Salmorju so opazili kuščarje, ki jedo mrtve kobilice, ki so jih izbruhali mladiči rumenonogih galebov.

### Razmnoževanje
V prvih dveh tednih maja očesi na straneh samca postaneta svetlo rumena in oba spola postaneta bolj agresivna. Samec pred parjenjem napihne grlo in premika glavo gor in dol, napreduje v krivulji in samico ugrizne v tilnik. Samica se na samčevo napredovanje odzove s hitrimi gibi glave in tresenjem proksimalnega konca repa gor in dol. Samice lahko obdržijo sposobno semenčico v telesu eno leto. Jajčeca odloži med 6. junijem in 3. avgustom; včasih je druga skupina položena med 16. in 23. avgustom. Število jajčec se giblje med pet in trinajst; starejša kot je samica, več jajčec izleže. Jajca inkubirajo pri 28-29 °C 61 dni. Mladiči tehtajo 3-6 gramov in merijo 44-58 mm, plus rep 87-133 mm. Samice dozorijo po najmanj štirih letih in so vedno večje od samcev.

### Plenilstvo
Verjetno je, da so postovka, kanja in krokarji naravni plenilci orjaškega kuščarja El Hierro, vsaj kot mladiča. Plenjenje odraslih in mladičev vnesenih divjih mačk in rjavih podgan (Rattus norvegicus) je dobro potrjeno, saj je glavna grožnja preživetju vrste. Pred zaščito so odrasle kuščarje pobili tudi pastirski psi, ko so se podali v nižja območja Tibataje. V primeru plenjenja je glavna obramba kuščarja El Hierro beg, čeprav je počasnejši od drugih vrst Gallotia. Mladiče napada več plenilcev kot odrasle. Včasih se odrasli odločijo soočiti s potencialnim plenilcem, da odpira usta in povzroča hrup, vendar je to vedenje manj pogosto kot pri velikanskem kuščarju Gran Canaria, G. stehlini.
Znani paraziti so ogorčice (Thelandros filiformis, T. galloti, Parapharyngodon micipsae), protozoji (Sarcocystis simonyi), bakterije (Staphylococcus saprophyticus, S. viridans, Citrobacter braaki, C. diversus, Salmonella enterica) in glive (Aspergillus terreus, Rhodoturula glutinis).

### Drugi odnosi in prilagoditve
Orjaški kuščarji El Hierro živijo na območju od 200 do 300 m², vendar niso teritorialni. Odrasli prenašajo prisotnost drugih živali in celo plezajo ena na drugo. Mladiči so sovražni do živali iste starosti, vendar ignorirajo Boettgerjeve kuščarje enake velikosti.
Vrsta ostaja aktivna večji del dneva in celo leto, tako v mokri kot suhi sezoni, le z rahlim upadom aktivnosti ali večjim skrivanjem poleti. Priporočena temperatura je 35,6 °C za odrasle in 36,3 °C za mlade. Vendar pa prenašajo in ostanejo aktivni pri nižjih temperaturah kot druge vrste Gallotia.

## Zgodovina

### Upad
Študije mitohondrijske DNK kažejo, da sta se podvrsti nedavno ločili zaradi dviga gladine morja ob koncu pleistocena. Prvi človeški prebivalci otoka so jedli kuščarje, predstavili pse in morda mačke, ki so jih tudi plenili. Posledično se je število kuščarjev zmanjšalo in so izginili iz nekaterih regij. Kljub temu so bili ob prihodu Evropejcev še dovolj pogosti, da sta jih Jean de Béthencourt in Gadifer de La Salle omenila v svojih spisih, v katerih jih opisujeta kot velike kot mačke. Izkrčitev toploljubnega gozda, dokončna uvedba plenilskih mačk in tudi podgan ter tekmovalnih koz in zajcev so povzročili zaton orjaških kuščarjev El Hierro od 15. stoletja. Do 17. stoletja jih je bilo mogoče najti le še na treh ali štirih mestih na otoku, nato pa izginejo iz zapisov. Vrsta je bila pozabljena do konca 18. stoletja, ko je José de Viera y Clavijo špekuliral, da bi se govorice o velikanskih kuščarjih, ki obstajajo na otočku ob obali otoka, morda nanašali na kajmane; vendar so drugi, kot je notar iz 19. stoletja Antonio María Manrique y Saavedra, menili, da gre za velike kuščarje, podobne tistim, ki jih najdemo na drugih Kanarskih otokih.
Vrsta G. simonyi je bila za znanost odkrita leta 1889, ko je Oskar Simony našel kuščarje Roque Chico de Salmor med raziskovanjem poročila Viera y Clavijo na zahtevo Franza Steindachnerja iz Naturhistorisches Museum na Dunaju. Otoček je takoj postal magnet za evropske naravoslovce, pustolovce, zbiratelje in trgovce z divjimi živalmi, ki so željni pridobili več primerkov, dokler ni bila populacija leta 1931 iztrebljena. Ker ni bila znana nobena druga populacija, je vrsta veljala za izumrlo.

### Ponovno odkritje
Leta 1971 je španski biolog Alfredo Salvador opozoril na možnost, da v Fuga de Gorreta še obstaja kuščar El Hierro, saj je zbral pričevanja pastirjev koz in sam našel iztrebke velikega kuščarja. Vendar pa jih je Salvador do leta 1974 štel za izumrle, ker so bila vsa opažanja starejša od dvajset let. Po branju Salvadorja in prejšnje literature se je nemški arhitekt in amaterski vzreditelj kuščarjev Werner Bings[8] odločil, da bo sam poiskal kuščarja El Hierro in v primeru uspeha par za vzrejo odpeljal v Nemčijo, potem ko je preveril pri španskem veleposlaništvo v Bonnu, da vrsta ni bila navedena kot zaščitena v Španiji.
Bings je intervjuval pastirje in uporabil vabo. Ugotovil je, da na območjih, kjer domnevno živi orjaški kuščar, ni bil zaseden manjši Boettgerjev kuščar, prav tako je našel nedavne iztrebke velikega kuščarja. Končno je 72-letni pastir Juan Machín dal Bingsu delno okostje z ostanki kože, ki so bili še vedno pritrjeni. To okostje je bilo identificirano v Nemčiji kot mladič G. simonyi, ki je bil ubit pred približno dvema letoma, čeprav z razlikami v primerjavi s kuščarji Roque Chico de Salmor, ki bi lahko upravičevale status drugačne vrste ali podvrste. Le nekaj dni po Bingsovem odhodu v Nemčijo, 13. julija 1975, je Machín v past ujel dva kuščarja. Nekaj dni jih je pri življenju ohranil nemški prebivalec na otoku, ko pa jih je poskušal odpeljati v Nemčijo, je vladni delegat ukazal civilni straži, naj kuščarje zaseže in izpusti na istem mestu, kjer so jih našli. Nemški konzul je proti potezi protestiral z argumentom, da 'izumrla' vrsta ne more biti predmet zaščite.
Populacijo so takoj preučili in fotografirali biologi Mancomunidad de Cabildos, Museo Nacional de Ciencias Naturales in ICONA. Leta 1989 je bila opisana kot posebna podvrsta G. s. machadoi Luisa F. Lópeza-Jurada, sto let po nominaciji.

## Prizadevanja za ohranitev
Orjaški kuščar El Hierro je bil leta 1975 razglašen za zaščiteno vrsto. V Guinei, El Hierro, se je leta 1986 začel program vzreje (od leta 1995 program LIFE Evropske unije), v katerem so v ujetništvu proizvedli na stotine živali. Leta 1987 je bil habitat orjaškega kuščarja v Tibataju razglašen za naravni rezervat. Leta 1999 je bilo v Roque Chico de Salmor izpuščenih 37 v ujetništvu vzrejenih subadults, dvesto pa v El Julan, El Hierro. Druga izdaja je bila izdana leta 2001 v La Dehesi, prav tako v El Hierru. Populacija v Roque Chicu je hitro rasla in se stabilizirala, vendar zadnji dve zahtevata stalno spremljanje divjih mačk, da bi zmanjšali plenilstvo. Leta 2013 je bilo v Punta de Arelmo izdanih petintrideset, v Punta de Agache pa dvaintrideset. Načrtuje se vzpostavitev sedmih populacijskih centrov, vključno z drugim otoškim v Roque Grande de Salmor.
Rdeči seznam IUCN uvršča orjaka El Hierro v kategorijo kritično ogroženih CR B1ab(v)+2ab(v), ker zaseda manj kot 10 km², je prisoten na manj kot 100 km² in ima razdrobljeno razširjenost, čeprav populacija ne upada in se je od leta 2002 le povečala. To pa bi se lahko obrnilo, če se nadzor nad divjimi mačkami neha. Leta 2007 je neurje uničilo večino centra za vzrejo v ujetništvu in ubilo 182 od 268 kuščarjev v njem. Kasneje je bil zgrajen nov center.
Kuščar orjak El Hierro je uvrščen v Prilogo IV Direktive Evropske unije o habitatih (ES 2003) in v Dodatek I CITES.

## Drugi viri
- ARKive (2006): Hierro giant lizard (Gallotia simonyi). Downloaded on 18 May 2006.
- Barahona, F.; Evans, S. E.; Mateo, J.A.; García-Márquez, M. & López-Jurado, L.F. (2000): Endemism, gigantism and extinction in island lizards: the genus Gallotia on the Canary Islands. Journal of Zoology 250(3): 373–388. DOI: 10.1017/S0952836900003101 (HTML abstract)
- Bischoff, Wolfgang (2000): DGHT-AG Lacertiden aktuell: Rieseneidechsen auf La Gomera. Version of 2000-MAY-23. Retrieved 2007-FEB-25.
- Diaz, Carlos Naeslund & Bischoff, Wolfgang (1994): Studien am Roque Chico de Salmor bei El Hierro (Kanaren): 1. Mögliche Ursachen für das Aussterben von Gallotia simonyi, 2. Die Artzugehörigkeit seiner Geckos (Tarentola). Salamandra 30(4): 246–253. [Article in German] HTML abstract
- European Commission (EC) (2003): Council Directive 92/43/EEC on the Conservation of natural habitats and of wild fauna and flora. Annex IV - Animal and plant species of community interest in need of strict protection. Treaty of Accession 2003. PDF fulltext
- European Environment Agency (2006a): European Nature Information System (EUNIS): Species Factsheet: Gallotia simonyi. Downloaded on 24 Feb 2007.
- European Environment Agency (2006b): European Nature Information System (EUNIS): Species Factsheet: Gallotia simonyi machadoi. Downloaded on 24 Feb 2007.
- Maas, Peter H.J. (2006): The Extinction Website: Extinctions in Europe. Downloaded on 18 May 2006.
- Maca-Meyer, N.; Carranza, S.; Rando, J.C.; Arnold, E.N. & Cabrera, V.M. (2003): Status and relationships of the extinct giant Canary Island lizard Gallotia goliath (Reptilia: Lacertidae), assessed using ancient mtDNA from its mummified remains. Biological Journal of the Linnean Society 80(4): 659–670. DOI: 10.1111/j.1095-8312.2003.00265.x (HTML abstract)